# Sveta Genoveva
Genoveva (Nanterre, oko 422. – Pariz, 512.) bila je francuska mističarka i svetica.

## Životopis
Rođena je oko 422. godine u Nanterreu blizu Pariza. S 15 godina, položila je pred pariškim biskupom zavjet djevičanstva. Poslije smrti svojih roditelja otišla je k svojoj kumi u Pariz.
Za njezina života provalio je Atila s Hunima u Galiju. Većina Parižana odlučila je pobjeći iz grada, ali je Genoveva pozovala žene na molitvu i post. Kasnije je doista Atila promijenio smjer i zaobišao Pariz.
Franački kralj Hilderik I., iako je bio poganin, cijenio je Genovevu te je na njezinu molbu pomilovao brojne osuđenike na smrt.
Umrla je 3. siječnja 512. u Parizu.

## Štovanje
Spomendan joj se slavi 3. siječnja. Zaštitnica je Pariza.
Za vrijeme francuske revolucije jakobinci su dali 1793. njezine relikvije spaliti i baciti u rijeku Seinu. Sačuvan je samo manji dio relikvija. One su 1822. svečano postavljane u Panteon u Parizu. Nakon što je Pantheonu oduzeta crkvena namjena relikvije su prebačne u crkvu Saint-Étienne-du-Mont.

### Knjige
- Blazović, Augustin. 1966. Sveci u crikevnom ljetu. I. dio. Beč
- Iveković, Francisko. 1892. Životi svetaca i svetica Božjih: Siječanj, veljača, ožujak. Dijel 1. 2. izdanje. Hrvatsko katoličko tiskovno društvo. Zagreb.
- Lach, Maksimilijan. 1939. Životi svetaca za svaki dan u siječnju. 1. Hrvatsko književno društvo sv. Jeronima u Zagrebu. Zagreb.

## Vanjske poveznice
Ostali projekti
|  | Zajednički poslužitelj ima još gradiva o temi Sveta Genoveva |